# Chuột Andes
Chuột Andes, tên khoa học Andinomys edax, là một loài động vật có vú trong họ Cricetidae, bộ Gặm nhấm. Loài này được Thomas mô tả năm 1902.